# حیوانات جنگل فارثینگ (مجموعه تلویزیونی)
گوزن سفید با نام اصلی حیوانات جنگل فارثینگ (به انگلیسی: The Animals of Farthing Wood) یک مجموعهٔ پویانمایی بریتانیایی است که به سفارش اتحادیهٔ پخش برنامه‌های اروپایی بین سال‌های ۱۹۹۲ تا ۱۹۹۵ ساخته شد و بر اساس مجموعه‌ای از کتاب‌های نوشته شده توسط نویسندهٔ انگلیسی کالین دن ساخته شده‌است. این مجموعه توسط «Telemagination» مستقر در لندن و «La Fabrique» مستقر در مون‌پلیه در فرانسه تولید شد، اما در سایر کشورهای اروپایی نیز پخش شد. اولین کشورهایی که این سریال را در ژانویه ۱۹۹۳ پخش کردند عبارتند از: نروژ، آلمان، هلند، بلژیک، ایرلند، ایتالیا و بریتانیا.
در ۳ اکتبر ۲۰۱۶، Network Distributing هر سه فصل حیوانات جنگل فارثینگ را روی یک مجموعهٔ جعبه‌ای دی‌وی‌دی منتشر کرد. این اولین بار بود که تمام قسمت‌ها به صورت یک مجموعهٔ رسمی و کامل به زبان انگلیسی منتشر می‌شد. از سال ۲۰۲۱، در حال حاضر برای خرید دیجیتالی در بریتانیا در آمازون پرایم ویدئو موجود است.

## خلاصه داستان
این مجموعهٔ تلویزیونی از پیرنگ‌های اصلی مجموعهٔ کتب پیروی می‌کرد، هرچند عناصر خاصی تغییر کردند.
فصل اول، حیوانات جنگل فارثینگ را دنبال می‌کند که پس از اینکه انسان‌ها شروع به تخریب جنگل برای ساختن خانه‌های رشته‌ای حومه شهر کردند، مجبور به ترک خانه‌های خود شدند. حیوانات به رهبری روباه و هدایت وزغ، جنگل فارثینگ را برای سفر به پارک گوزن سفید، ذخیره‌گاه طبیعی که در آن محافظت می‌شوند، ترک کردند. فصول دوم و سوم روابط بین حیوانات جنگل فارثینگ، حیوانات پارک گوزن سفید و غریبه‌ها، به ویژه روباه آبی به نام صورت‌زخمی، همسرش لیدی بلو و توله رنجر را دنبال می‌کنند.
این قسمت‌ها هم در بریتانیا و هم در فرانسه ساخته شده‌اند. به همین دلیل، در فصل ۱ عبور و مرور رانندگی در محور سمت راست بزرگراه دیده می‌شود. با این حال، آنها خلاصه‌وار در فصل ۳ رانندگی در محور سمت چپ دیده می‌شوند. به غیر از این، مکان به‌طور کلی مبهم نگه داشته می‌شود، جدا از لحظه‌ای کوتاه در فصل ۲ که یک سنگ قبر با نوشتهٔ فرانسوی روی آن قابل مشاهده است.
زمانی که سریال در ایالات متحده پخش شد، دو نسخه نمایش داده شد، نسخهٔ بریتانیایی و نسخهٔ جدیدی که به صورت ویدیوی خانگی با عنوان «سفر به خانه: حیوانات جنگل فارثینگ» منتشر شد. نسخهٔ ویدیوی خانگی برخی از صداها را تغییر داد، به عنوان مثال، نقش روباه با رالف ماکیو جایگزین شد و همچنین آهنگ‌هایی اضافه شد.

## صداپیشگان
- بیل فیجرباک در نقش آقای خرگوش
- جرمی بارت در نقش صورت‌زخمی، مالی، بولد، فرندلی، هالو، ماسی، هرکل، میزلی، آقای شرو و دیگران.
- روپرت فارلی در نقش روباه، آقای خرگوش صحرایی، آقای قرقاول، پلاکی، تری، فیدو، برات و دیگران.
- جان گلاور در نقش صورت‌زخمی، رنجر، نگهبان و دیگران.
- سلی گریس در نقش جغد، راسو، چارمر و دیگران.
- استیسی جفرسون در نقش ویکسن، آدر، کسترل، خانم خرگوش صحرایی، خانم خرگوش، شدو، و دیگران.
- پملا کیول کرال در نقش دش، کلیو، اسپیدی، ویسپر، خانم سنجاب، خانم جوجه‌تیغی و دیگران.
- ران مودی در نقش بجر، وزغ، ویسلر، بولی، اسپایک، رولو، آقای جوجه‌تیغی، آقای ول، آقای موش، گوزن سفید بزرگ و دیگران.
- ماریا واربورگ در نقش ویسپر (فقط کتاب صوتی)
- پیتر وودتورپ در نقش ویسلر، وزغ و گوزن سفید بزرگ (فقط کتاب صوتی)
- تیموتی بیتسون در نقش میزلی، روباه، تری و دیگران (فقط کتاب صوتی)
- فیونا رید در نقش راسو و آدر (فقط دوبله آمریکا)

روباه، رهبر حیوانات جنگل فارثینگ، توسط روپرت فارلی در نسخه بریتانیایی و ایرلندی صداپیشگی شد، اما در نسخهٔ ویدیویی خانگی آمریکا، رالف ماکیو نقش او را صداپیشگی کرد.
در فرانسه و آلمان صداپیشگان زیر شامل بودند:
| شخصیت             | آلمانی                | فرانسوی           |
| ----------------- | --------------------- | ----------------- |
| روباه             | Stephan Schwartz      | Bernard Tiphaine  |
| Vixen             | Uschi Wolff           |                   |
| Badger            | Franz-Josef Steffens  | Marc de Georgi    |
| Mole              | Ulli Philipp          | Serge Lhorca      |
| جغد               | Tilly Lauenstein      | Maaïké Jansen     |
| Weasel            | Marion Martinzen      | Laurence Badie    |
| Whistler          | Donald Arthur         |                   |
| وزغ               | Manfred Lehmann       | Raoul Delfosse    |
| Adder             | Karin Kernke          | Évelyne Grandjean |
| باز (دلیجه)       | Andrea Wildner        | Mireille Audibert |
| Mr. Hare          | Horst Sachtleben      |                   |
| Mr. Vole          | Walter von Hauff      |                   |
| Mr. Shrew         | Walter von Hauff      |                   |
| Mr. Fieldmouse    | Walter von Hauff      |                   |
| Mrs. Fieldmouse   |                       |                   |
| آقای جوجه‌تیغی     | Martin Semmelrogge    |                   |
| آقای خرگوش        | Michael Habeck        |                   |
| بچه خرگوش         | Sabine Bohlmann       |                   |
| Mr. Pheasant      | Thomas Reiner         |                   |
| Mrs. Pheasant     | Andrea Wildner        |                   |
| Mr. Squirrel      | Walter von Hauff      |                   |
| Mrs. Squirrel     | Pamela Keevil Kral    |                   |
| Mr. Newt          | Oliver Stritzel       |                   |
| Mrs. Newt         | Karin Kernke          |                   |
| Baby Newt         | Sabine Bohlmann       |                   |
| Farmer Tom Griggs |                       |                   |
| صورت‌زخمی          | Benno Hoffmann        |                   |
| Lady Blue         | Elisabeth Endriss     |                   |
| رنجر              | Oliver Stritzel       |                   |
| Bounder           | Oliver Stritzel       |                   |
| Bully             | Otto Sander           |                   |
| Brat              | Walter von Hauff      |                   |
| گوزن سفید بزرگ    | Roland Hemmo          |                   |
| Bold              | Udo Wachtveitl        |                   |
| Charmer           | Anja Jaenicke         |                   |
| فرندلی            | Axel Malzacher        |                   |
| Dreamer           | Simone Weyrich        |                   |
| Plucky            | Pierre Peters Arnolds |                   |
| Speedy            | Kathrin Ackermann     |                   |
| Whisper           | Karin Kernke          |                   |
| Measly            | Pierre Franckh        |                   |
| Sinuous           | Franz Rudnick         |                   |
| Dash              | Madeleine Stolze      |                   |
| Mossy             | Ulli Philipp          |                   |
| Trey              | Jan Gebauer           |                   |
| Laird             | Peter Fricke          |                   |
| Spike             | Martin Semmelrogge    |                   |
| Fido              | Alexander Brem        |                   |
| Cleo              | Sabine Bohlmann       |                   |
| گربهٔ نگهبان       | Arne Elsholtz         |                   |
| Rollo             | Michael Gahr          |                   |
| Donkey            | Wichart von Roell     |                   |
| Boar              | Stefan Orlac          |                   |
| Crow              | Tommi Piper           |                   |
| Shadow            | Angelika Bender       |                   |
| Hurkel            | Helmut Ruge           |                   |
| Bruno             | Benno Hoffmann        |                   |
| Large rat         | Helmut Krauss         |                   |
| Chief wild cat    | Ingeborg Lapsien      |                   |
| Tom, the cat      | Arne Elsholtz         |                   |
| Bats              | Kathrin Ackermann     |                   |
| Other crow        | Tommi Piper           |                   |
| Young crows       | Tommi Piper           |                   |
| Shrike            | Benno Hoffmann        |                   |
| Piglet            | Andrea L'Arronge      |                   |

## Buzz Books
این‌ها بر اساس شخصیت‌های سریال تلویزیونی ساخته شده‌اند. بعضی بخش‌ها طور دیگری اتفاق افتاده بود.
- «خداحافظی با جنگل» (بر اساس جنگل در خطر)
- «ماجراجویی آغاز می‌شود» (بر اساس سفر آغاز می‌شود)
- «آتش» (بر اساس از میان آتش و آب)
- «یک دوست جدید» (بر اساس دوست در نیاز)
- «قهرمانان» (بر اساس معدن ویسلر)
- «محیط ساکت» (بر اساس یک آرامش مرگبار)
- «پناهگاه طوفان» (بر اساس آشوب)
- «پایان سفر» (بر اساس خیلی نزدیک و در عین حال خیلی دور)
- «یک خانهٔ جدید» (بر اساس استقبال قهرمان، زمستان و بقا)
- «بجر در خطر» (بر اساس زمستان و بقا)
- «بازدیدکنندگان ناخواسته» (بر اساس دشمنان جدید)
- «بیداری بهار» (بر اساس خانه جایی است که قلب است)
- «بولد» (بر اساس عداوت آغاز می‌شود)
- «مشکل در پارک» (بر اساس مثل پدر، مثل پسر، گریزهای تنگ و سایه‌ها)
- «آزمایش نهایی» (بر اساس خون غلیظ‌تر از آب است)
- «صلح» (بر اساس آشتی)
- «غریبه‌ها در پارک» (بر اساس آمد و رفت‌ها)
- «ماجراجویی راسوها» (بر اساس دوست گمشدهٔ روباه، جدال‌ها و خشم‌ها و بازدیدکننده دم‌دراز)
- «برای نجات» (بر اساس دوست گمشدهٔ روباه، ماجراجویی برای پرندگان، و احمق ترسیده توسط مارها)
- «جاسوس موش» (بر اساس بازدیدکننده دم‌دراز و بازی موش‌کور)
- «Buzz Book ۲۱ چه نام دارد؟» (بر اساس بدترین نوع طوفان، به سوی خانه، و قلدر، قلدر، قلدر)

## ماجراهای روباه
آخرین بار در بهترین ویدیوی کودکان بی‌بی‌سی تا کنون همراه با آتش‌نشان سام، پینگو، عنکبوت!، چکمه‌های آرزوی ویلیام، کلنگرها، Nursery Rhyme Time, ماجراهای شهر اسباب‌بازی نادی، Funnybones , Hairy Jeremy و خرس قطبی کوچولو ظاهر می‌شود. دارای کلیپ‌هایی از قسمت‌های زیر است:
- ابتدا و انتهای «خطر در جنگل» (چوب‌برها به جنگل حمله می‌کنند، جغد انجمن را از پرشدن آبگیر مطلع می‌کند)
- ابتدای «سفر آغاز می‌شود» (ترک جنگل)
- انتهای «دام برای بی‌احتیاط» (باز رودخانه را دیده‌بانی می‌کند، حیوانات از رودخانه عبور می‌کنند، روباه و گورکن مورد اصابت چوب آب‌آورد قرار می‌گیرند)
- ابتدای «چه کسی باید تاج را بگذارد؟» (گورکن در نیزارها یافت می‌شود، باز روباه را گم می‌کند، حیوانات حرکت می‌کنند)
- ابتدا و میانهٔ «دوستان جدید، دشمنان قدیمی» (روباه به شهر می‌رسد، فاکس سوار کامیون می‌شود، فاکس با ویکسن ملاقات می‌کند)
- برخی از بخش‌های «دوستان در نیازمندی» (قسمت‌هایی با شکار، ملاقات جغد بزرگ، جستجو، شکار روباه و پایان)

## بازرگانی
جدا از کتاب‌ها و ویدئوها، یک بازی سی‌دی-رام جنگل فارثینگ نیز وجود داشت که در اکتبر ۱۹۹۶ منتشر شد و در اواسط دهه ۱۹۹۰، یک مجله ۱۳۰ بخشی برای کودکان با عنوان «دوستان جنگل فارثینگ» نیز ساخته شد. نوارهای صوتی بازخوانی دو فصل اول منتشر شد و داستان توسط چند تن از بازیگران برای بچه‌های روباه جوان تعریف می‌شد که در مورد رویدادها بحث می‌کردند و از برخی شخصیت‌های دیگر تقلید می‌کردند.
همچنین سه کتاب تلویزیونی موجود است، هر یک برای جفت شدن با هر یک از فصول تلویزیونی:
حیوانات جنگل فارثینگ با فصل ۱ پیوند دارد.
ماجراهای بعدی حیوانات جنگل فارثینگ با فصل ۲ پیوند دارد.
حیوانات جنگل فارثینگ - روح بقا با فصل ۳ پیوند دارد.

## تفاوت کتاب‌ها و سریال
تفاوت‌های زیادی بین کتاب‌ها و سریال تلویزیونی وجود دارد که مهم‌ترین آن تغییر تعدادی شخصیت از ماده به نر است. این شامل آدر، راسو، جغد و دلیجه (باز) می‌شد که نشانه‌های یک دلیجه نر را حفظ کرد. جغد در کتاب‌ها با نام جغد جنگلی نیز شناخته می‌شد. علاوه بر این، در این کتاب‌ها خانواده‌ای از مارمولک‌ها دیده می‌شد که تبدیل به سمندرهای سریال تلویزیونی شدند. شخصیت‌های جدیدی مانند حشره‌خوارها، هورکل و میزلی معرفی شدند. پلاکی نیز از نوه بولد به پسرش تبدیل شده‌است. در حال حاضر ماده‌هایی وجود دارند که نر هستند. آنها سینیوئس، جغد بزرگ و هالو هستند. اکنون موش‌های صحرایی با نام موش‌ها شناخته می‌شوند. هالی اکنون به نام هالو شناخته می‌شود.